# Прокляты и забыты
«Про́кляты и забы́ты» — документальный публицистический фильм Сергея Говорухина о Первой чеченской войне.

## Сюжет
Сюжет фильма строится на противопоставлении — с одной стороны, демонстрируются документальные боевые сцены, страдания раненых и гражданских лиц, изувеченная техника и трупы, а с другой — кадры с развлекающимися людьми в ночных клубах и дискотеках.
Съёмки фильма проводились в зоне боевых действий в Чечне, в результате которых в феврале 1995 года Сергей Говорухин лишился ноги и, по его собственному утверждению, «веры в человечество».
В РФ фильм был несколько раз показан на телеканалах «ТВ Центр», «Культура», ТВ-6 и «ТВ Столица». Более крупные центральные каналы страны от его показа отказывались.
Юрий Беляев читал текст от автора.

## Съёмочная группа
- Автор сценария — Сергей Говорухин
- Режиссёры — Сергей Говорухин, Инна Ванеева
- Продюсеры — Сергей Говорухин, Дмитрий Урсуляк, Александр Ким
- Исполнительные продюсеры — Георгий Симонов, Зураб Нацвлишвили
- Оператор — Виталий Вих, Михаил Симаков, Юрий Романов, Вадим Андреев
- Монтаж — Наталья Силаева, Леонтий Крутов, Геннадий Башкиров

## Награды
- 1998 — «Ника». Лучший неигровой фильм (Сергей Говорухин).
- 1998 — Главный приз IX Открытого фестиваля неигрового кино «Россия» (Екатеринбург).